# Armant
Armant és una ciutat d'Egipte, antigament anomenada Hermonthis a uns 12 km al sud de Luxor. És d'època predinàstica, i no era massa important. Els seus habitants es dedicaven a l'agricultura i la ramaderia. Cleopatra VII la va convertir en capital d'un nomós i hi va construir un temple dedicat a Montu sobre un temple anterior de l'època de Mentuhotep I, que es va usar per a la construcció d'una refineria de sucre en el segle xix. Va existir fins al començament de l'època cristiana. S'hi ha excavat una necròpolis on ha aparegut algun serekh predinàstic de Per-Hor.